# Исландское плато
Исландское плато (исл. Miðhálendið) — плоскогорье в центральной части Исландии.
Исландское плато охватывает большую часть внутренней территории Исландии. Согласно принятой в этой стране терминологии, к «плато» принято относить все территории, лежащие на высоте 200 и более метров над уровнем моря (такие территории занимают 75 % от всей площади Исландии).
На Исландском плато встречаются самые разнообразные природные ландшафты — морены, каменные и песчаные пустыни, лавовые поля, вулканы, глетчеры, речные долины и пресноводные озёра. В местах разлива вод образуются болотистые оазисы. В таких районах растёт мох и высокогорная растительность, например, иван-чай широколистный (Epilobium latifolium), называемый арктической луговой розой, и бесстебельные смолёвки (Silene acaulis). Зачастую ландшафт плоскогорья принимает специфическую серо-чёрную окраску, указывающую на вулканическое происхождение почвы.
Проезд и перемещение на автотранспорте (автомобилях повышенной проходимости) на территории плато допускается лишь во время исландского лета, то есть в период с июня по август. В остальное время года внутренние районы Исландии закрыты для посещений. Категорически запрещается съезд с проложенных дорог по причине особой ранимости арктических почв. Переправа через реки, как правило, осуществляется вброд, поскольку мосты внутри страны крайне редки.
Территория Исландского плато поделена между различными исландскими общинами и используется главным образом для выпаса овец, в туристическом бизнесе, а также для выработки электроэнергии в местностях, где имеются геотермальные воды.

Карта Исландского плато
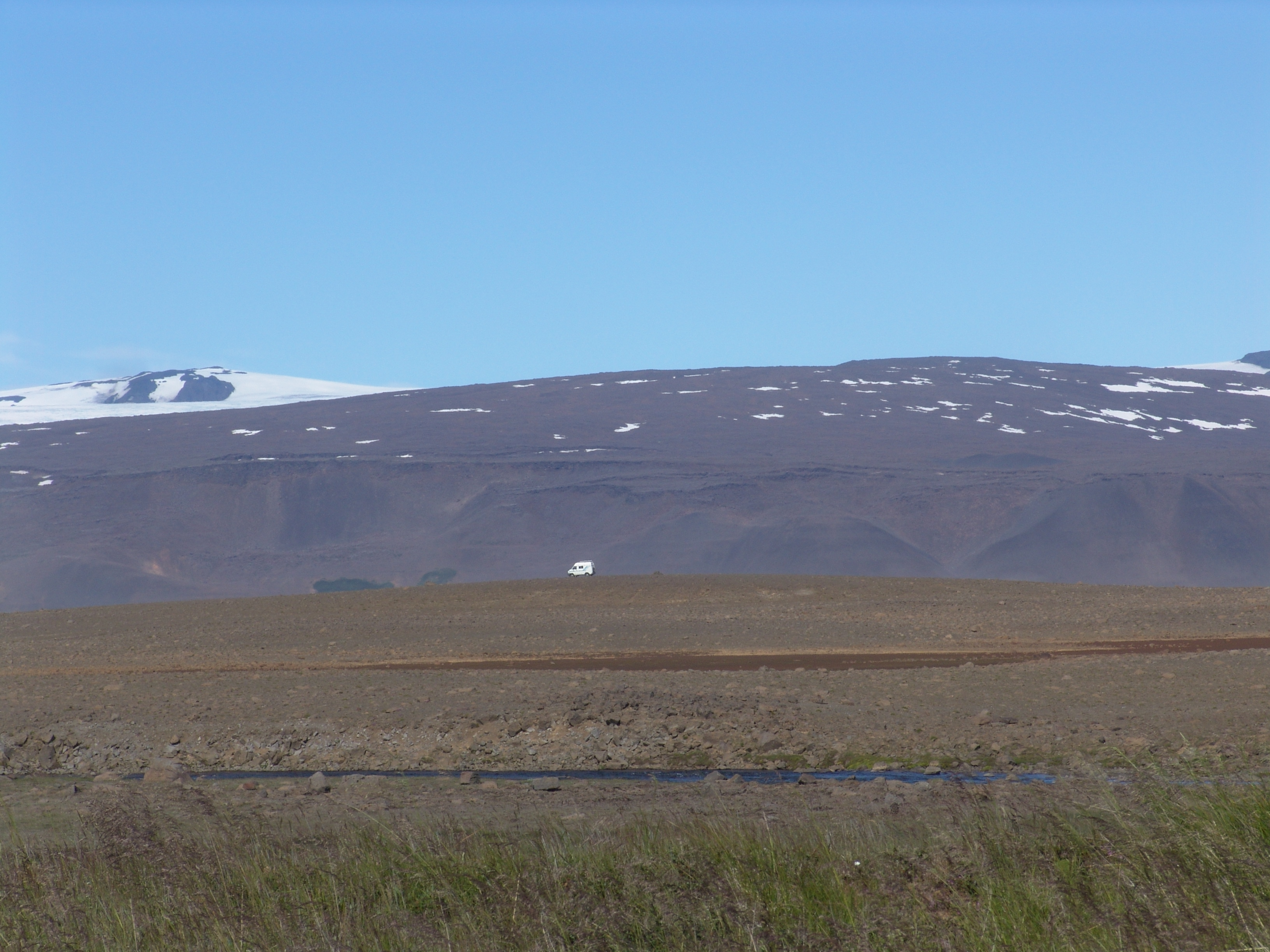
Глетчер и трасса
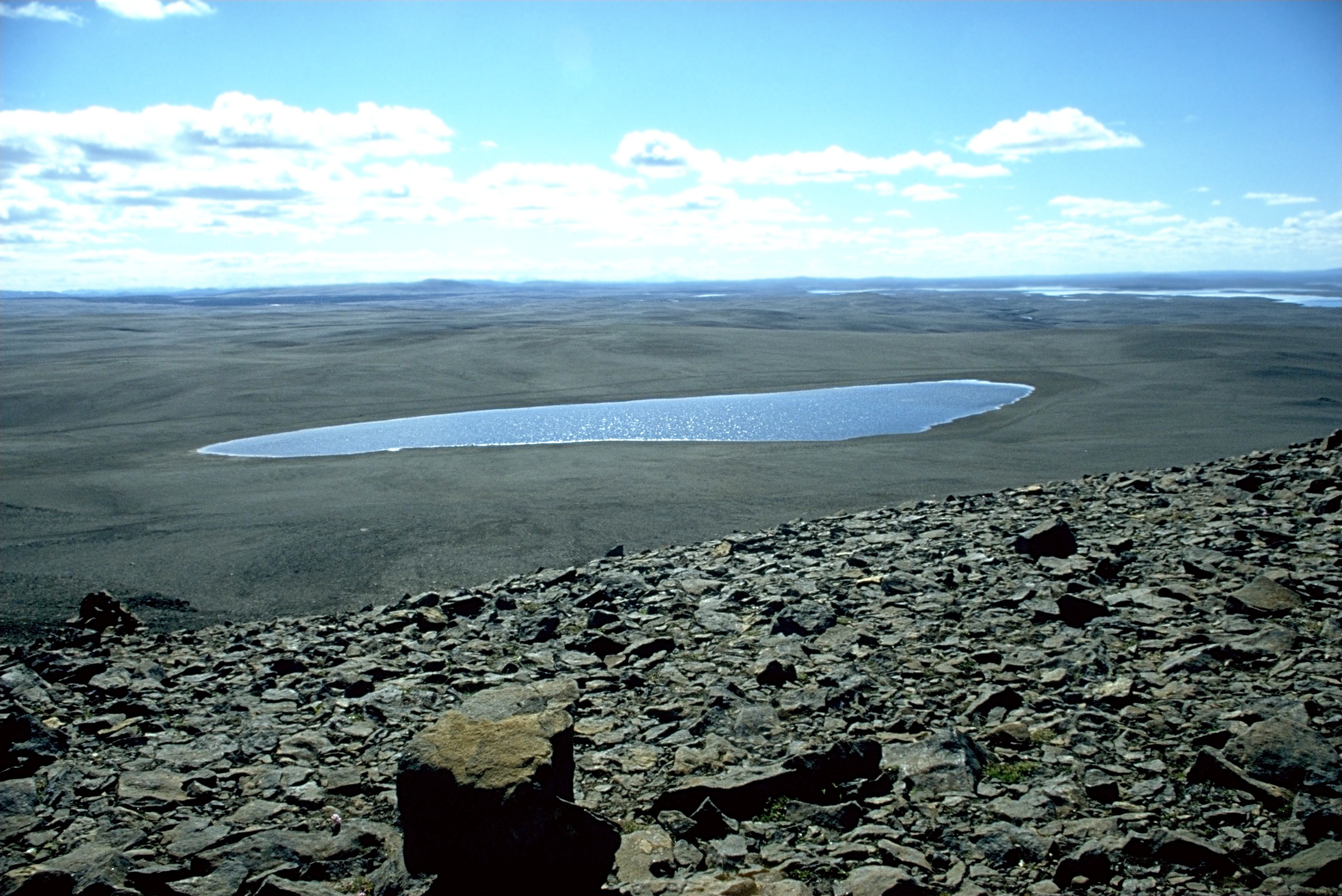
Ландшафты Исландии
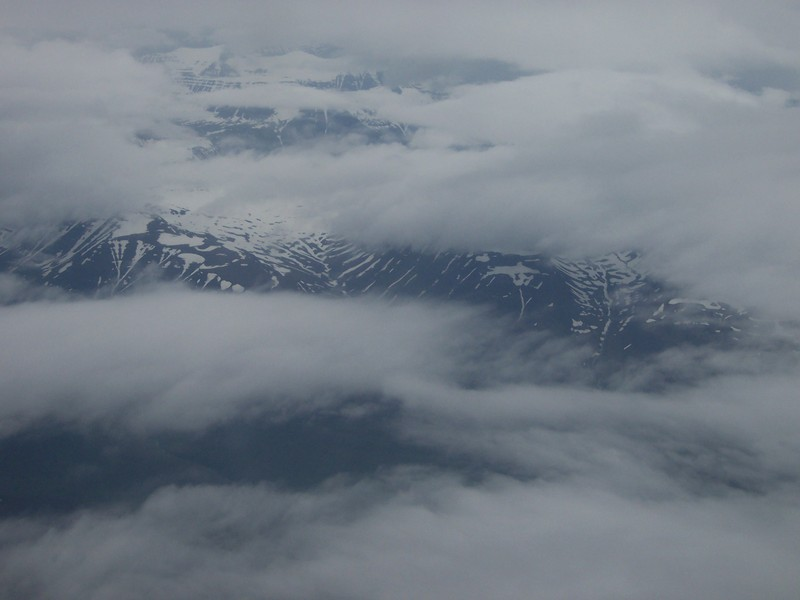
Центр. Исландия. Аэросъёмка